# Magyar keresztnevek becézése
A születéskor adott utónevet vagy keresztnevet az emberek nagy része hivatalosnak és ridegnek érzi, különösen, ha családtagról, rokonról, ismerősről van szó, ezért a neveket kedveskedő, becéző alakjukban használják, ez a becenév.
A becenevet néha nemcsak kedveskedő, hanem megkülönböztető szerepben is használják, mivel a családon vagy munkahelyen, egyéb közösségen belül több azonos keresztnevű ember is létezhet.  Ha ezt a becenevet gyerekkorukban kapták, akkor előfordulhat, hogy felnőttkorukban is rajtuk ragad (pl. Puskás Öcsi, akinek valódi neve Puskás Ferenc).
Ezeknél azonban sokkal gyakoribb a hivatalos utónév becéző változata: az István általában Pisti, Pista vagy Pityu, a Zoltán Zoli, a László Laci, az Erzsébet Erzsi vagy Bözsi, a Mária Mari stb.
Mivel a becézésre több nyelvi lehetőség nyílik, ezért majdnem minden névnek több becéző alakja is van. A nevek becézési módja is változhat. Régebben a mai becenevek egy része ismeretlen volt, viszont sok olyan becenév van, ami ma már nem használatos.

## A becenevek típusai
A beceneveket négy fő típusba lehet sorolni:
- a név csonkításával képzett becenév
- a teljes névhez adott kicsinyítőképzőkkel képzett becenév
- a csonkított névhez hozzáragasztott kicsinyítőképzővel képzett becenév
- ikerítéssel képzett becenév

### Csonkítással képzett becenevek
A hosszú neveket minden nyelvben lerövidítették egy vagy két szótagúra. Így lett a Zsuzsannából Zsuzsa, a Magdolnából Magda. Régen ez a szokás sok névre kiterjedt, néhány további példa, zárójelben az eredeti név:
Férfinevek: Bene (Benedek), Kele (Kelemen), Ágos (Ágoston), Barna (Barnabás), Berta~Barta~Bertal~Bartal (Bertalan, régi Bartalan), Csép (Csépán), Dán~Dány~Dani (Dániel), Deme~Döme (Demeter, Dömötör), Dien (régi Dienes, mai Dénes), Gede (Gedeon), Boldi~Bódi (Boldizsár~Bódizsár) Lesta (Leustachius~Lesták), Pongor (Pongrác~Pongorác). A Kele, Bene, Dani alakok lehetnek -e vagy -i képzős alakok is, tehát a 3. csoportba is beletartozhatnak.
Női nevek: Kata (Katalin), Zsófi (Zsófia), Erzse~Örzse (Erzsébet)

### Teljes név kicsinyítőképzővel
Ritkább (de Erdélyben a mai napig gyakori) az, amikor a teljes névhez fűztek kicsinyítőképzőt. Ilyenre példa az Ivánka, Jánoska, Péterke, Katalinka, Mihálka, Miklóska, Andráska, Sala (Saul-Sál, de lehet a Salamon rövidülése is).
Más kicsinyítőképzőt is használtak: Balassa (tulajdonképpen Balázs), Lőrince, Gyenese, Márka, Jánosa, Petra, Vida, Miklósa vagy Iváncs~Iváncsa~Ivanis, Peterd, Miháld, Endréd vagy Paló~Palló (Pál), Vidó, Petró, Pall.

### Csonkított név kicsinyítőképzővel
Ez a leggyakoribb becenév képzési forma, az előző kettő kombinációja. Számos képző használható, így egy névnek rengetegféle változata lehet. 

#### Egyszerű képzők

##### -a, -e képzővel
Anda (András), Bona (Bonifác), Bóda~Bolda (Boldizsár), Csépe~Csépa (Csépán), Doma (Domokos), Dóra (Dorottya), Fora (Forján, Flórián), File~Füle (Filep, Fülöp), Gera (Gerhard, Gellért), Gere~Göre (Gergely), Györe (György), Jana (János), Józsa (János vagy József), Kalya~Kala (Kálmán), Lőre (Lőrinc), Mihe (Mihály), Mike (Miklós), Pete (Péter), Sike (Szixtus)

##### -ó, -ő képzővel
Ambó~Ambró (Ambrus), Andó (András), Baló (Balázs), Balló (Barnabás), Bazsó (Basileus), Bonó (Bonifác), Bendő~Bende (Benedek), Benő (Benedek vagy Benjámin), Domó (Domokos), Doró (Dorottya), Estő (Estván), Fabó (Fábián), Filó (Filep), Galó~Galló (Gál), Gazsó (Gáspár), Gerő~Gergő (Gergely), Gedő (Gedeon), Igó (Ignác), Imrő (Imre), Istó (István), Janó (János), Kaló (Kálmán), Kató (Katalin), Kelő (Kelemen), Markó (Márk), Mató (Máté vagy Mátyás), Mikó (Miklós), Pető (Péter), Radó (Radimir, Radislav), Sebő (Sebestyén), Zsigó (Zsigmond)

##### -i képzővel
A leggyakoribb becenévképző, szinte minden névnek van beceneve ezzel a képzővel. Néhány példa:
Anti (Antal), Bali (Balázs), Berti (Bertalan), Erzsi (Erzsébet) Feri (Ferenc), Gazsi (Gáspár), Jani (János), Kati (Katalin), Matyi (Mátyás), Misi (Mihály), Peti (Péter), Trézsi (Terézia), Viki (Viktória)

##### -s (-is, -us, -es, -os) képzővel
Annus (Anna), Antos (Antal), Benyus (Benedek), Dános (Dániel), Ipos (Ippolit~Hippolit), Petes (Péter), Katus (Katalin), Terus (Terézia), Julis (Júlia), Bónis (Bonifác), Petüs (Péter), Mortus~Martus (Márton), Andos (András), Mikus~Mikos (Miklós), Benis~Benes (Benedek), Fóris (Flórián), Gyüres (György) Gedes~Gödes (Gedeon), Kalis (Kálmán), Mikes (Miklós), Ábris (Ábrahám), Lidus (Lídia), Kingus (Kinga)

##### -ny képzővel
Ritka becenévképző.
Györény~Györkény (György)

##### -d képzővel
Ritka becenévképző. A középkorban általános kicsinyítő képző volt, pl. a -várad nevű települések nevében is ez szerepel („váracska”).
Gerd (Gergely)

##### -k képzővel
Ritka becenévképző.
Jánk~Jánok (János), Lök (Lőrinc), Petk (Péter)

##### -cs képzővel
Adacs (Ádám), Andocs~Andics (András), Ipacs (Ipoly-Ipót-Hippolit), Lőcs (Lőrinc), Pócs (Pál), Bencs (Benedek), Dancs (Dániel), Jakucs (Jakab), Benics (Benedek), Berics (Bertalan), Gerecs (Gergely), Kálics (Kálmán), Petecs (Péter)

#### Összetett képzők
A régebbi korokban az egyszerű képzőknél jóval kedveltebbek voltak az alábbi összetett képzők, és még részben ma is gyakoriak.

##### -ók, -ők képzővel
Annók (Anna), Andók (András), Barlók (Barnabás), Bartók~Bertők (Bertalan), Demők (Demeter), Erzsók (Erzsébet), Istók (István), Imrők (Imre), Mihók (Mihály), Sebők (Sebestyén)

##### -ócs, -őcs képzővel
Andócs (András), Agócs (Ágoston), Gerőcs~Göröcs (Gergely), Ivócs (Iván), Katócs (Katalin), Petőcs (Péter)

##### -csa, -cse képzővel
Dencse (Demeter), Jancsa (János), Kelcse (Kelemen), Lőcse (Lőrinc), Pacsa (Pál), Marcsa (Márton vagy Mária), Tancsa (Tamás)

##### -csó, -cső képzővel
Dancsó (Dániel), Icsó~Icső (István), Jancsó (János)

##### -ka, -ke képzővel
Benke (Benedek), Dóka (Dávid), Dorka (Dorottya), Ferke (Ferenc), Filke (Fülöp), Györke (György), Jóska (József), Léka (Lestár), Póka (Pál)  Janika (János)

##### -kó, -kő képzővel
Barkó (Barnabás, Bertalan), Berkó (Bertalan), Benkő~Bendekő (Benedek), Dankó (Dániel), Dorkó~Darkó (Dorottya), Ferkó (Ferenc), Filkő ~Fülkő (Fülöp), Gaskó (Gáspár), Lackó (László), Palkó (Pál), Sinkó~Simkó (Simon)

##### -sa, -se képzővel
Balsa (Balázs), Dósa~Dózsa (Dávid), Marsa (Márton vagy Mária), Miksa~Mikse (Miklós), Pósa (Pál), Gésa (Géza)

##### -ci képzővel
Marci (Márton, Marcell), Berci (Bertalan), Jenci (Jenő), Béci (Béla)

##### Egyéb
Más, ritkább képzőbokrokkal, összetett képzőkkel alkotott becenevek:
Balika (Balázs), Fabóka (Fábián), Dókus (Dávid), Lőkös (Lőrinc), Erzsik~Örzsik (Erzsébet)

### Ikerítéssel képzett becenevek
Az ikerítéssel képzett becenevek jellemzője, hogy a magánhangóval kezdődő és rendszerint már eleve becézett névhez hozzátoldották ugyanazt a nevet szókezdő p-vel vagy b-vel kiegészítve. Idővel az eredeti magánhangzós kezdetű alakváltozat el is maradt, és csak a másodlagos p- vagy b- betűvel kezdődő becenév maradt meg.
Bandi (Andi-Bandi, András), Bözsi (Özsi-Bözsi, Erzsébet), Pörzsi (Örzsi-Pörzsi, Erzsébet), Pista (Ista-Pista, István), Pila (Ila-Pila), Panna~Panni (Anna-Panna, Anni-Panni)

## A becenevek kora
A felsorolt becéző alakok nem mind egykorúak. A -k képzősök a legrégebbiek, az -i és -ci képzősök nem régebbiek a 16. századnál.

## Vezetéknevek becenevekből
A beceneveknek azért van nagy jelentőségük, mert nagy szerepük van az egykorú (vagy későbbi) vezetéknevek kialakulásában, mivel ezek egy csoportja belőlük fejlődött ki, például: Jakó, Bartók, Mihók, Dóka, Radó, Sebő, Baló.

## A becenevek hangulati értéke
Több becenév mára elvesztette kicsinyítő-becéző funkcióját. Sok becenév már korábban hivatalos névvé vált (Anikó, Dezső, Nóra, Dóra), más gyakori alakok már szinte nem is számítanak becéző formának, hanem csak közvetlenebb hangzású hivatalos névnek. Ilyenek az Erzsi, Mari, Bandi, Pista, Laci. Ezt az is igazolja, hogy az MTA Nyelvtudományi Intézete évről évre egyre több hasonló becenév hivatalos névként való bejegyzését engedélyezi (például: Bori, Ági).
Ha valóban becézni szeretnénk a fenti neveket, akkor – különösen kisgyerekek esetén – további képzőt kell a becenévhez ragasztani, például: Erzsike, Marika, Bandika, Pistike, Lacika.
Néhány becenév pedig ma már inkább komikusnak hat, mintsem kedveskedően. Ilyenek az Erzsók, Marcsa, Julcsa.